# Rebecca Rippon
Rebecca Rippon (Sydney, 26 dicembre 1978) è una pallanuotista australiana, vincitrice di una medaglia di bronzo ai Giochi olimpici di Pechino 2008.